# Rundturm von Turlough

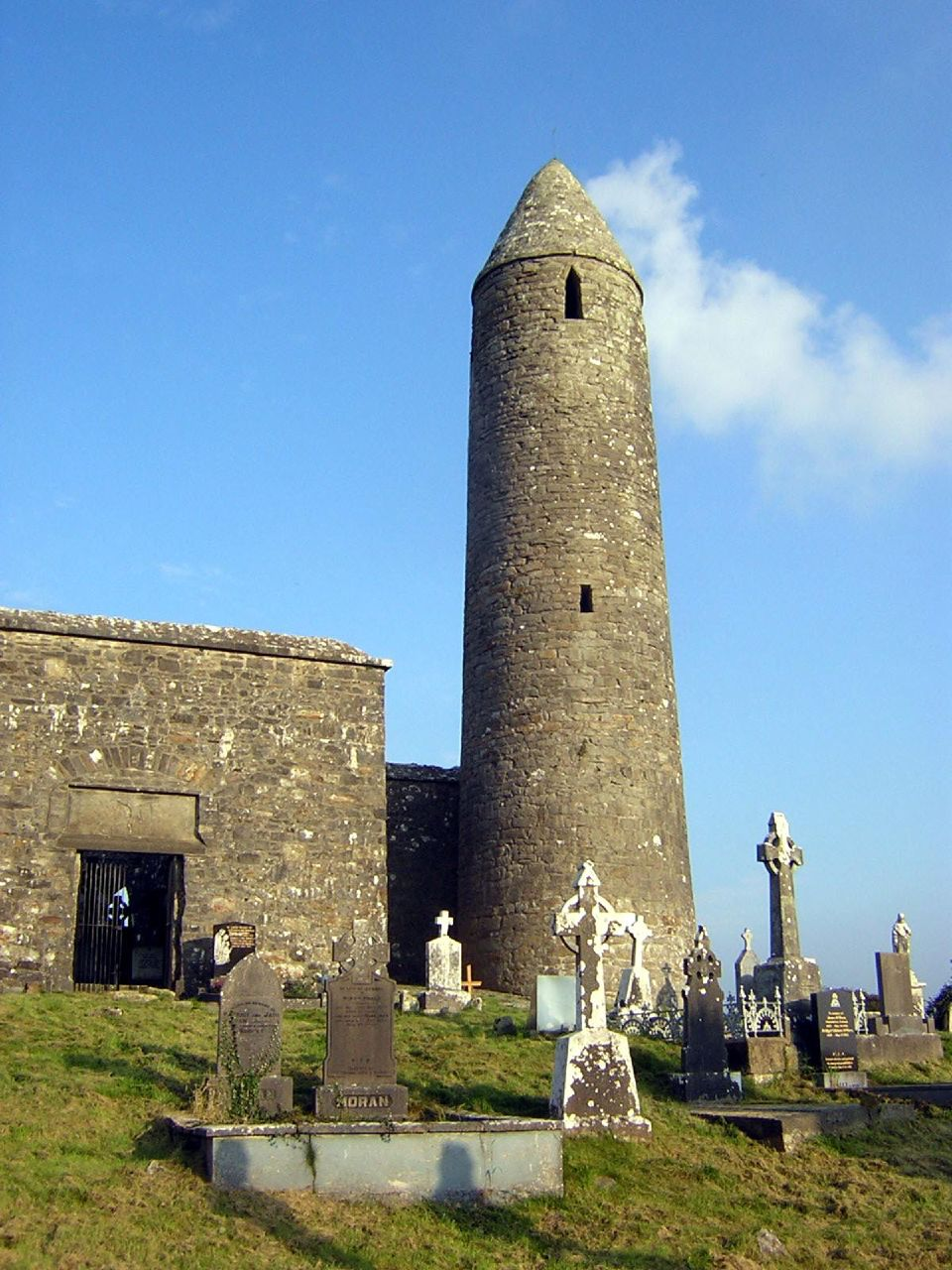
Rundturm von Turlough

Der Rundturm von Turlough (irisch Turlach) im County Mayo ist einer der am besten erhaltenen Rundtürme Irlands. Er steht in Sichtweite des etwas außerhalb von Turlough gelegenen The National Museum of Ireland - Country Life, etwa 8 km nordöstlich von Castlebar auf der Nordseite der N5 (Straße).
Der zwischen 900 und 1200 erbaute Turm steht an einem Hang. Sein Umfang beträgt etwa 17,5 m, bei einem Durchmesser von knapp 5,5 m. Die Höhe über dem Böschungsabsatz beträgt 22,86 m. Da er vergleichsweise dick ist, macht der Turm einen gedrungenen Eindruck. Die gewölbte, zugemauerte Tür liegt im Südosten und 3,96 m über dem Boden. Der Turm hat eine Reihe von Fenstern. Unterhalb der blockierten Originaltür wurde in Bodennähe eine spätere Tür eingebaut.
Das zugehörige Kloster Turlough wurde von Patrick von Irland gegründet, der eine Kirche errichtet haben soll. Seit dem 13. Jahrhundert war das Kloster aufgelöst. Die Kirche wurde Berichten zufolge 1236 von Mac William Íochtar geplündert und Mitte des 17. Jahrhunderts von Cromwells Truppen zerstört. Eine Zeichnung von 1792 zeigt die Kappe in einem ruinösen Zustand. Sie wurde 1880 repariert.